# Musallat – Lästig
Musallat ist ein türkischer Horrorfilm aus dem Jahr 2007. Der Film erzählt die Geschichte des jungen Ehepaares Suat und Nurcan, auf deren Ehe es ein Dschinn abgesehen hat. Kinostart in Deutschland war am 25. Januar 2008.

## Handlung
Suat ist zum Arbeiten nach Berlin gekommen, seine Frau Nurcan ist in ihrem Heimatdorf geblieben. In Berlin wird Suat von seinem Freund Metin unterstützt. Er wird von Albträumen und Wahnvorstellungen von zunehmender Brutalität geplagt, es erscheint ihm  in entstellter Form Nurcan, die ihm mitteilt, dass sie schwanger ist, es aber das Kind holen wird. Im Reisebüro erscheint ihm seine Mutter, die es nicht zulässt, dass er ein Ticket in die Türkei kauft, und er erscheint sich selbst. Die Telefonate mit seiner Mutter sind davon geprägt, dass die Mutter nicht auf das von ihm Gesagte eingeht und zusammenhanglose Antworten gibt. Suat versucht sich von einem Gebäude in der Nähe der Gedächtniskirche zu stürzen, wird aber von einer Person daran gehindert. Die anschließende klinische Tomografie bescheinigt ihm völlige Gesundheit. Auf Metins Anraten gehen die beiden nun in die Türkei, um Suats Heil bei einem berühmten islamischen Gelehrten, Hacı Burhan Kasavi, zu suchen. Nach einigen Sitzungen stellt sich heraus, dass Suat von einem Dschinn belästigt wird. Der Gelehrte verschreibt Suat ein Muska (islamischer Talisman).
Der Film geht hier auf islamische Suren ein, die auf einen Pakt zwischen Menschen und Dschinn verweisen, wonach Menschen und Dschinn die Welt des anderen nicht betreten dürfen. Der Mensch habe diese Abmachung gebrochen, wonach auch Dschinn anfingen, die Welt der Menschen zu betreten. Im Fall von Suat und Nurcan stellt sich heraus, dass es eine besonders schwere Form von Dschinnbelästigung ist. Ein Dschinn habe Nurcan seit längerer Zeit geliebt. Nach ihrer Heirat mit Suat setzt er nun alles daran, diese Ehe zu zerstören. Da ein Dschinn in diesem Fall aus Liebe einen Menschen besitzen möchte, sei ein Entkommen kaum möglich.
Kurz darauf stirbt Suat, als er zum Duschen seinen Talisman ablegt. Metin ruft Hacı Burhan an, der fluchtartig seine Wohnung verlässt, um Suat sofort zu begraben. Metin flüchtet während der Beerdigung mit dem Wagen und stirbt bei einem Autounfall. Hacı Burhan kehrt mit einem Bus nach Hause zurück und findet seine gesamte Familie vom Dschinn getötet vor. 
Hacı Burhan schreibt nun die Vorgeschichte auf, bevor er selbst stirbt. Im Folgenden wird angefangen bei der Hochzeitsfeier von Suat und Nurcan diese Vorgeschichte erzählt. Viele Szenen machen klar, dass Suat noch vor seiner Abreise nach Berlin in vielen Situationen nicht mehr er selbst war. Er verlässt mehrmals die Wohnung, ohne angeben zu können, wo er war. In einem Gespräch mit Nurcan erzählt ihr Suat, dass er sie immer geliebt hat und nicht zugelassen hätte, dass sie einen anderen heiratet. Nurcan ist verwundert, warum er dann nicht schon vor Jahren ihr seine Liebe gestanden hat. Suat sagt aber, dass er seit Jahren mit Nurcan zusammen war, sie das nur nicht gewusst habe. Dass Nurcan schwanger ist, war bereits in der Türkei klar. Nachdem Nurcan ein entstelltes Wesen gebiert, wird Suat immer stärker vom Dschinn belästigt. Bei den Telefonaten stellt sich heraus, dass die Mutter diese Telefonate niemals entgegengenommen hat. Suat wurde vom Dschinn nach Berlin geführt, damit er weit weg von Nurcan ist, die vom Dschinn geliebt wird.

## Kritiken
„Mit Musallat brechen die Produktionsfirmen Mia Film und Dada Film ein türkisches Tabuthema: die Dschinn. Das bedeutet soviel wie Geist oder Dämon. Im Koran wird diesen Wesen eine Sure gewidmet, in der es unter anderem heißt: ‚...und Ich habe die Dschinn und die Menschen nur darum erschaffen, dass sie Mir dienen...‘. Zu jener Zeit, als der Prophet Mohammed von Mekka nach Medina siedelte, haben die Wesen der Unterwelt und die Menschen einen Pakt geschlossen. Niemand solle seine Welt je verlassen. Doch nachdem er von den Menschen missachtet wurde, war der Pakt auch für die Dschinn nicht mehr bindend. Mit Musallat wird das Thema erstmals auf der großen Leinwand behandelt.“

„Mit beeindruckenden visuellen Effekten und horroresken Szenen nähert sich der Regisseur diesem Mysterium.“

„Auf mehreren Erzähl- und Bedeutungsebenen spielender türkischer Horrorfilm, der sich ebenso auf amerikanische Exorzismus-Vorbilder wie auf den Koran beruft. Erzählt wird von Liebe und Fremdheitserfahrung, doch angesichts der ungelenken Inszenierung sowie einem Wust aus Erinnerungen, Visionen und Albträumen fällt die Orientierung recht schwer.“

## Trivia
- Musallat spielte in der Türkei 1.802.504 $ und weltweit 2.170.188 $ ein.[5]